# هیندمارش، استرالیای جنوبی
هیندمارش (به انگلیسی: Hindmarsh) یک حومه شهر در استرالیا است که در استرالیای جنوبی واقع شده‌است.